# ABDI Company
Die ABDI Company (russisch АБДИ Компани) ist das größte Einzelhandelsunternehmen im Bereich Bürobedarf in Kasachstan mit Sitz in Almaty. Es ist an der Kasachischen Börse gelistet.
Das Unternehmen beschäftigt etwa 1000 Mitarbeiter in 34 Märkten, die sich in allen Großstädten Kasachstan befinden. Der Umsatz betrug im Geschäftsjahr 2009 rund 7,4 Milliarden Tenge.
Die ABDI Company vertreibt in ihren Märkten überwiegend russische Waren. Aber auch Produkte von 3M und Xerox aus den Vereinigten Staaten, Durable aus Deutschland und Koh-i-Noor Hardtmuth aus Tschechien werden verkauft.

## Geschichte
Die ABDI Company wurde im September 1994 gegründet, zwei Jahre nach dem Zusammenbruch der Sowjetunion. Zu dieser Zeit war Bürozubehör in Kasachstan knapp. Die ABDI Company richtete einen Großhandel ein, der zunächst nur Schulhefte verkaufte. Aufgrund großer Nachfrage erweiterte das Unternehmen sein Sortiment stetig.
Zu den Kunden der ABDI Company gehören heute zahlreiche kasachische Unternehmen wie etwa Kasachstan Temir Scholy, Air Astana oder KazMunayGas.